# Río Grande de Zacapa
El río Grande de Zacapa es un corto río del sur de Guatemala de 87 km de longitud; es un afluente del río Motagua.
Nace en la sierra de los departamentos Zacapa y Chiquimula y fluye hacia el norte hasta desembocar en el río Motagua. La cuenca del río Grande de Zacapa tiene una superficie de 2462 km².